# Cyperus mundulus
Cyperus mundulus är en halvgräsart som beskrevs av Carl Sigismund Kunth. Cyperus mundulus ingår i släktet papyrusar, och familjen halvgräs. Inga underarter finns listade i Catalogue of Life.